# Armada polonesa
L'Armada de la República de Polònia (en polonès; Marynarka Wojenna Rzeczypospolitej Polskiej), és la branca naval de les Forces Armades Poloneses. La seva base principal està situada en el port de la ciutat de Gdynia. Disposa de 80 vaixells (inclosos 5 submarins, 2 fragates, 3 corbetes, i 3 llanxes llança-míssils l'any 2008), i prop de 14,300 homes entre personal de carrera i reclutes. El vaixell insígnia de l'armada, és un vaixell de la classe ORP.
L'Armada de Polònia és una de les més grans de la mar Bàltica, sent fins i tot la major responsable per certes operacions en la Mar Bàltica. Unes de les altres assignacions que tenen inclouen la de les cerques i els rescats que cobreixen la seva part sobre el Bàltic, així com les recerques hidrogràfiques i els mesuraments en la mateixa circumscripció.
Recentment l'armada de Polònia ha pres una tasca internacional més significativa, en ser part de la invasió a l'Iraq en el 2003, específicament en proveir de suport i suport logístic a les unitats que ho sol·licitessin en cas d'emergència per part de les unitats de l'armada nord-americana.

## Història

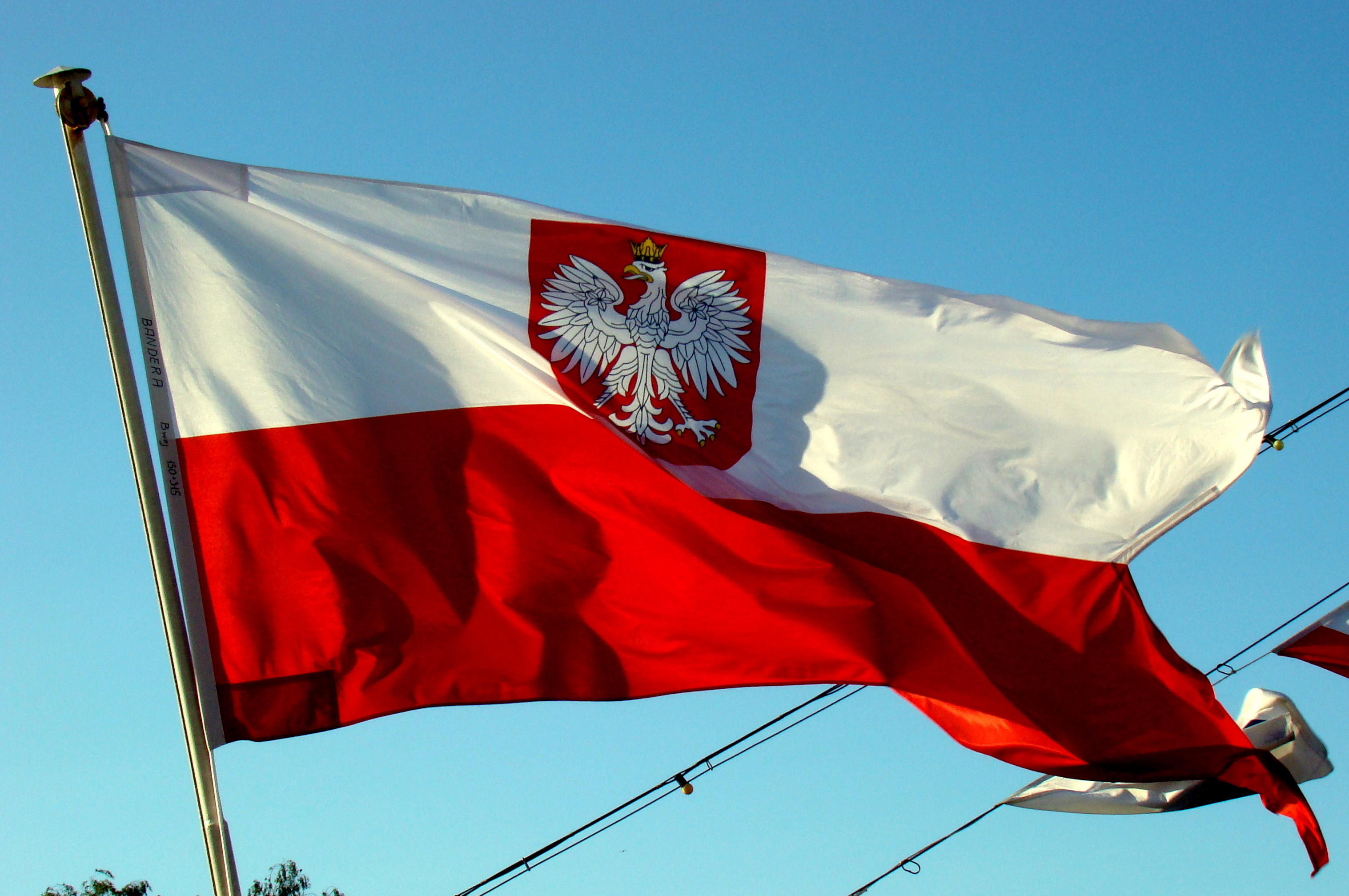
Pavelló naval de Polònia.

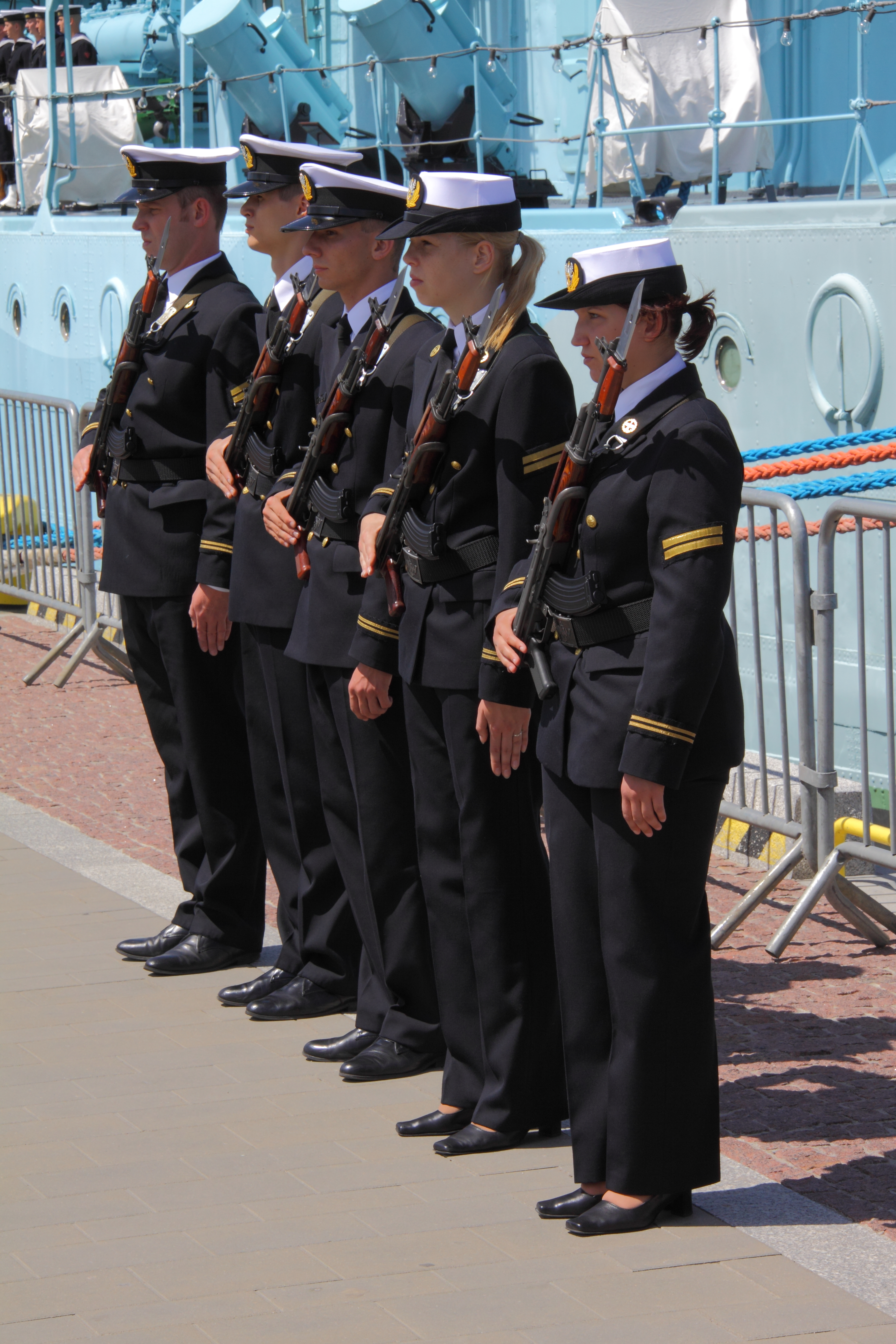
Mariners de l'Armada de Polònia.

### Inicis
Els orígens de l'armada polonesa es remunten de l'any 1463 quan una armada improvisada va vèncer a l'armada de l'Ordre Teutònica en la. Un segle després.
La marina de guerra polonesa té les seves arrels en els vaixells de guerra que es van utilitzar en gran manera dels principals rius de Polònia en la defensa del comerç. Durant la Guerra dels Tretze Anys (1454-1466); que fos fundada pel rei Segismundo II, anomenant-la "L'Armada dels Defensors del Mar", aquesta petita força de navilis de l'interior per primera vegada va veure un combat real en el mar obert. En la batalla de la llacuna del Vístula, una flota corsària de Polònia va derrotar a l'Armada dels cavallers teutons i amb això es va assegurar definitivament un accés segur i permanent per a Polònia al Mar Bàltic. Amb la signatura de l'Acord de Pau de Thorn per segona vegada en 1466, Polònia ja havia adquirit una ciutat estratègica i un port en rebre a la ciutat de Danzig (Gdansk), i amb ella els mitjans de mantenir una gran flota en el Bàltic. En 1561, després d'una victòria sobre les forces navals de Rússia en el Mar Bàltic, l'Armada de Polònia va adquirir un segon port clau a Riga, en la Letònia d'avui dia.
La victòria més celebrada de l'Armada de la Mancomunitat Lituano-polonesa va ser la Batalla d'Oliwa el 1627 contra Suècia, durant la guerra polonesa-sueca. La victòria sobre Suècia havia garantit a Polònia l'accés permanent a l'Oceà Atlàntic, i va assentar les bases per a les expedicions més enllà d'Europa. Al voltant d'aquest temps la necessitat d'una força naval permanent va ser reconeguda pel rei Segismundo Augusto, i la Comissió de vaixells reals (polonès: 'Komisja Okrętów Królewskich') va ser creada el 1625 per a tal fi. Aquesta comissió, juntament amb l'assignació definitiva de fons per part del Sejm en 1637, va crear una Armada de guerra permanent per a la Mancomunitat. No obstant això, el suport a aquesta armada era feble i en gran part es va marcir en la dècada de 1650.
El Ducat de Curlandia, al moment en un feu de la mancomunitat polonès-lituana; havia aconseguit crear una Armada forta, i van establir colònies a les Illes de Trinidad i Tobago a les Índies Occidentals (a la qual van anomenar Nova Curlandia) i a l'estuari del riu Gàmbia.
La Mancomunitat polonès-lituana, encara que fos la força dominant a Europa central i Oriental durant els segles XVI-XVIII, mai va desenvolupar una Armada de guerra a tot el seu potencial possible. La petita costa de Polònia i el limitat accés a l'Atlàntic mai li van permetre una acumulació massiva de riqueses amb el qual s'haguessin creat unes forces navals efectives, sobretot, que estiguessin a cert nivell de les potències colonials de l'època com Anglaterra i França. La repartició de Polònia a la fi del segle xviii va portar amb si la fi de l'Armada de Polònia independent.

### Segle XX
Després de la primera guerra mundial, i la fundació de la segona república el 28 de novembre de 1918, per ordre del primer mandatari Józef Pilsudski, també comandant de les Forces Armades de Polònia, es va fundar l'Armada de Guerra de la Polònia moderna. El comandament de la força naval va ser posat sota el càrrec del capità Bogumil Nowotny; que va ser el seu primer cap. Els primers vaixells van ser adquirits d'una divisió de la Marina Imperial Alemanya (a causa de la política de Gran Bretanya, que havia de limitar-se a una molt petita força), es va limitar a sis torpeders inicialment.
En els anys 1920 i 1930 l'Armada de Polònia se sotmetria a un programa de modernització sota la direcció del vicealmirall Jerzy Swirski (Cap de l'Estat Major Naval) i el contraalmirall Józef Unrug (Comandant Operatiu de la flota). Un nombre de vaixells moderns van ser encarregats a França, Països Baixos i el Regne Unit per a la modernització. Malgrat els ambiciosos plans (inclosos dos creuers i dotze destructors), les limitacions pressupostàries sobre el govern de la Gran Depressió mai li van permetre a l'Armada expandir-se més enllà i deixar de ser tan sols una petita força en el Mar Bàltic. La construcció d'un dels submarins -l'Orzel-, va anar fins i tot parcialment finançada gràcies a una col·lecta pública de fons per a aquesta causa. Un dels objectius principals de l'Armada de Polònia era la de protegir la costa de Polònia enfront d'un possible atac de la recentment creada flota soviètica del Bàltic, per tant, fer èmfasi en submarins ràpids, forts i destructors i dragamines va ser l'objectiu principal en aquesta època.

#### L'Armada de Polònia i la segona guerra mundial
El setembre del 1939 l'Armada polonesa constava tan sols de cinc submarins, 4 destructors, un vaixell minador, i diverses petites embarcacions de suport, així com d'alguns dragamines. Aquesta força era molt petita per afrontar qualsevol agressió de la Kriegsmarine; que era molt més dotada i més gran i, per tant, una estratègia d'assetjament i de la participació indirecta es va implementar donat la possible guerra que s'anava fent a Polònia com a nació. Durant la invasió de Polònia de 1939, l'Armada no va ser capaç de detenir a la Kriegsmarine, que fos assistida per descomptat per la Luftwaffe, aixafant amb això gairebé qualsevol intent de defensa possible en la secció costanera de la recentment creada Polònia. Per a aquest llavors alguns vaixells van aconseguir escapar a les costes i bases del Regne Unit, des d'on van lluitar contra Alemanya en el transcurs de la segona guerra mundial.

#### Després de la segona guerra mundial, durant el comunisme
Després de la guerra alguns vaixells, com l'ORP Błyskawica, van tornar a Polònia, i pel 7 de juliol de 1945, el recentment creat govern; que fos imposat pels soviètics, el govern comunista va ressuscitar l'Armada de Polònia, i li assignarien la seva base i seu principal en el port de Gdynia. Durant l'època comunista, l'Armada de Polònia va experimentar una gran acumulació, inclòs el desenvolupament d'una força amfíbia separada, donant-li el seu origen a la Infanteria de Marina de Polònia. L'Armada també va adquirir una sèrie de vaixells i submarins de fabricació soviètica, inclosos dos destructors, dos destructors amb míssils, 13 submarins i 17 llanxes amb míssils. polonès: Warszawatre. Entre aquests navilis es trobava el submarí Orzel, de la classe Quilo soviètica, i una modificació del Destructor de la classe Kashin, el destructor amb míssils Varsòvia (en polonès Warszawa). Les drassanes a Polònia produïen naus artesanals d'aterratge en la seva majoria, a part de dragamines i vaixells auxiliars. La funció principal dins del recentment creat Pacte de Varsòvia era que l'Armada de Polònia controlaria l'accés al Mar Bàltic, així com les operacions amfíbies al llarg de tota la costa del Bàltic enfront d'un possible atac de les forces de l'OTAN a les fronteres de Dinamarca i Alemanya, com a part de la defensa dels interessos soviètics en aquesta àrea marina.

### Després del comunisme
Al col·lapse de la Unió Soviètica, li va seguir la dissolució del Pacte de Varsòvia, i juntament amb la caiguda del comunisme; i així mateix es va acabar la postura defensiva de l'Armada de Polònia. Amb l'entrada de Polònia en l'Organització del Tractat de l'Atlàntic Nord s'ha canviat en gran manera la mentalitat, l'estructura i el paper de l'Armada de Polònia. Anteriorment, la majoria de l'Alt Comandament Naval s'ocupava de la planificació i de la defensa costanera, així com de les operacions en el Mar Bàltic, amb l'adhesió a l'OTAN; aquesta mentalitat s'ha canviat a l'actual que és la d'integració en un comandament conjunt les operacions locals a la cooperació amb les labors internacionals en cas de guerra, i la prevenció dels assalts a vaixells dels seus aliats en aigües internacionals. L'atenció avui dia se centra en l'expansió de les capacitats operatives navals sota superfície, i en la creació d'una força de submarins de gran grandària. Per facilitar aquests canvis, la República de Polònia ha emprès una sèrie de programes de modernització dirigits a la creació d'una força capaç de projectar el seu poder a tot el món. Això inclou una sèrie d'adquisicions a l'estranger, incloent-hi l'adquisició de quatre submarins de la Classe Kobben de Noruega, i de dues fragates de la Classe Oliver Hazard Perry dels arsenals dels Estats Units. L'Armada de Polònia també disposa en l'actualitat d'un submarí de la classe Quilo (l'Orzel). L'aviació naval també ha estat actualitzada mitjançant la compra d'una sèrie d'helicòpters SH-2G Super Seasprite. És molt apreciat en aquesta l'operació del Comandament de bussos Formoza, donada la seva gran operativitat i professionalisme en operacions de cerca i rescat on siguin aquests serveis requerits.
L'Armada de Polònia ha participat al seu torn en nombroses operacions de la força conjunta de l'OTAN quan li és requerit. En 1999, la base naval de Gdynia es va convertir a la base de totes les forces submarines de l'OTAN en el Bàltic, passant a ser denominada "Base de Comandament Cooperatiu Posidó". Aquest mateix any les maniobres conjuntes polonès-nord-americanes d'entrenament submarí van tenir la seva seu en el marc de l'Operació de nom clau "Marsopa del Bàltic", i per primera vegada es va utilitzar el port de Gdynia amb el caràcter de Base d'Operacions d'una força militar multinacional.

#### Actualitat i plans de modernització (2018)
L'Armada de Polònia passa per un procés de modernització total, encara que amb un pressupost limitat; ja que el pressupost de despeses no passa dels 5 mil milions de zlotys (pressupostats entre 2010-2018). Amb això les cancel·lacions de projectes, les limitacions, així com importants retards de temps a diversos projectes, així com al principi un pressupost de 9000 milions de despeses preasignades inicialment ja havien fet comandes previstes per cobrir allò inicialment assignat i que han causat els problemes anteriorment relatats. No obstant això, l'Armada ja ha adquirit alguns sistemes de míssils d'un fabricant suec de la referència RBS-15 Mk3 i vaixells d'atac amb míssils provinents de Noruega per a les flotilles i unitats de defensa costanera. S'ha previst reforçar la flota de l'Armada amb nous helicòpters entorn de set unitats per a missions ASW i SAR des del 2013, retirant en favor d'ells als ja desfasats models de procedència soviètica. L'ordre original per set corbetes de la classe Gawron s'ha vist reduïda a tan sols dues unitats, donat al fet que s'ha previst la construcció de tres naus de la classe Kormoran i de 2 de la classe dragamines en el seu lloc. Mentrestant, en una operació de reducció de costos, els serveis de gots se sotmetran a la seva respectiva actualització i revisió amb la finalitat de mantenir de manera òptima el seu estat de funcionament. Les preocupacions han augmentat en l'Armada de Polònia, a mesura que els vaixells estan sent retirats del servei sense haver estat reemplaçat promptament, originant un defecte seriós en la seva operativitat.

## Missió i organització
L'Armada de la República de Polònia s'organitza en 2 flotilles separades, i una Brigada d'Aviació Naval. En addició a això, l'Armada de la República de Polònia aporta amb prop de 40 vaixells les seves forces a certes missions dins de les Forces de Reacció Ràpida de l'OTAN, designades com una força de projecció i resposta a conflictes al món sencer.
La divisió estructural de l'Armada i les seves bases es troben segmentades en la següent forma:
- 3a Flotilla (amb base en Gdynia).
- 8a Flotilla de Defensa Costanera (amb base en Świnoujście).
- 1a Brigada d'Aviació Naval (amb base en Gdynia).

La missió principal de l'Armada de Polònia és la de defensar a Polònia en la seva extensió costanera i les seves aigües territorials de qualsevol classe d'amenaça i/o atac, així com a la seva faixa costanera, i els interessos navals de Polònia en aquestes aigües i territoris. Els rols secundaris inclouen el suport a les embarcacions i les tripulacions de les flotes aliades, així com en les operacions desplegades per part de l'OTAN, com a l'Orient Mitjà; i les operacions de cerca i rescat en el Mar Bàltic.